# Punk Sound Against
I Punk Sound Against, più spesso conosciuti con l'acronimo P.S.A., furono un gruppo musicale hardcore punk italiano attivo negli anni '80 e proveniente da Sassari. Assieme ad altri gruppi, quali Bloody Riot, Stigmathe, Declino, Peggio Punx ed altri, hanno costituito la base di quella che fanzine e riviste americane come Maximumrocknroll definirono Italian hardcore.

## Storia del gruppo
Il gruppo nacque a Sassari nel 1982 dall'incontro di Geppi (voce), Danilo (chitarra), Gigetto (basso) sostituito in seguito da Gianfranco ma spesso presente nelle sessioni live, e Luigi (batteria), registrando ed autoproducendo nello stesso anno il loro primo album su cassetta dal titolo Sulla nostra pelle. L'album, che vedeva 14 tracce su lato A cantate in inglese e 17 tracce sul lato B cantate in italiano, venne recensito positivamente, prima da Alberto Gorrani su Rockerilla, rivista in cui lo stesso Gorrani ha scritto anche tre articoli divulgativi sotto il nome di Italia la punk, ed in seguito dalla rivista di San Francisco con distribuzione internazionale Maximumrocknroll, permettendo così un buon successo di vendite di oltre 4000 copie. L'album verrà poi ristampato nel 2005 dall'etichetta parmigiana Rockin' Bones. È sempre del 1982 poi il loro primo concerto tenuto all'Università di Sassari in un festival contro la guerra del Libano.
Negli anni successivi il gruppo sviluppa un'intensa rete di contatti con la scena italiana ed estera, che li portò a partecipare a numerose compilazioni, uscite spesso in allegato a fanzine e riviste e fra queste vanno ricordate Lärmattacke (1983) per la Anti-System Tapes, Dark Movements N°1 (1984) per la Oscuri Prodotti Records e Loro Decidono...Tu Paghi! - They Decide...You Pay! (1984) coprodotta dalla ligure Edizioni Storie Tese e della statunitense Bad Compilation Tapes. Da ricordare è poi il loro concerto del 1984 al Victor Charlie di Pisa, in cui i P.S.A. divisero il palco con i Bloody Riot e gli Stigmathe.
È sempre del 1984 la pubblicazione del loro album dal vivo intitolato Live in Sassari e la partecipazione alla compilazione inglese dal titolo Bollox To The Gonads - Here's The Testicles, uscita per la Pax Records di Sheffield che vedeva gruppi della scena internazionale come Anti System, Repulsive Alien, Mau Maus e Legion Of Parasites.
I P.S.A. si sciolsero durante la preparazione dell'album che sarebbe dovuto uscire per l'etichetta di Sheffield e per il quale avevano già registrato 5 brani.

### I P.S.A. dopo P.S.A.
Nel 1994 i P.S.A. vengono inseriti nella compilazione Prima Della Seconda Repubblica pubblicata dalla emiliana Provincia Attiva.
Nel 2005 vengono inseriti nelle compilazioni Hate / Love, coprodotta da LoveHate80, SOA Records, Mele Marce Records e Punk In Italia. Sempre del 2005 è poi la ristampa per la Rockin' Bones del loro album Sulla Nostra Pelle.
Ancora nel 2005 la SOA Records pubblica il Greatest Hits dall'omonimo titolo: Punk Sound Against.

## Produzioni

### Album
- 1982 - Sulla Nostra Pelle (Cassetta, autoproduzione - 2005 ristampa su LP, Rockin' Bones)
- 1984 - Live in Sassari (Cassetta, autoproduzione)
- 2005 - Punk Sound Against (CD, SOA Records)

### Compilazioni
- 1983 - Lärmattacke - con i brani Against The System, To Die In Sabra e We Don't Look For Paradise (Cassetta, Anti-System Tapes)
- 1984 - Dark Movements N°1 - con i brani Against The System, Black Work, Yankee e We Don't Need Paradise (Cassetta, Oscuri Prodotti Records)
- 1984 - Il Destino Dell'Uomo / The Doom Of Man - con il brano Morire A Sabra (Cassetta, UKR)
- 1984 - Loro Decidono...Tu Paghi! - They Decide...You Pay! - con il brano Bandiere Nere (Comiso) (Cassetta, Edizioni Storie Tese, Bad Compilation Tapes)
- 1984 - Bollox To The Gonads - Here's The Testicles - con i brani Yankee, Nuclear Peace, No War e Black Work (LP, Pax Records)
- 1994 - Prima Della Seconda Repubblica - con il brano Against The System (LP, Provincia Attiva)
- 1984 - Hate / Love - con il brano Black Work (CD, LP, LoveHate80, SOA Records, Mele Marce Records)
- 1984 - Punk In Italia - con il brano Against The System (Cassetta)